# Dyavaranahalli, Challakere
Dyavaranahalli là một làng thuộc tehsil Challakere, huyện Chitradurga, bang Karnataka, Ấn Độ.